# Irfan (nome)
Irfan (in alfabeto arabo: عرفان) è un nome proprio di persona arabo, urdu e indonesiano maschile.

## Varianti in altre lingue
- Persiano: عرفان (Erfan)[1]
- Turco: İrfan[1]

## Origine e diffusione
Riprende direttamente il vocabolo arabo عرفان (Irfan), che vuol dire "conoscenza", "consapevolezza", "erudizione", "apprendimento".

## Persone
- Irfan Fandi, calciatore singaporiano
- Irfan Hadžić, calciatore bosniaco
- Irfan Hysenbelliu, imprenditore albanese
- Irfan Makki, cantautore pakistano naturalizzato canadese
- Irfan Peljto, arbitro di calcio bosniaco
- Irfan Shahid, storico palestinese
- Irfan Smajlagić, pallamanista e allenatore di pallamano croato

### Varianti
- İrfan Buz, calciatore turco
- İrfan Kahveci, calciatore turco
- Erfan Ali Saeed, cestista qatariota
- Erfan Zeneli, calciatore finlandese